# Дудин, Иван Осипович

«Цветуший сад». 1902 г.

Ива́н О́сипович (Иосифович) Ду́дин (19 января 1867 — 4 апреля 1924, Москва) — русский и советский художник, живописец, переводчик, педагог. Представитель московской школы живописи.

## Биография
В 1885—1889 обучался на физико-математическом факультете Московского университета. С 1891 года — вольноприходящий ученик Московского училища живописи, ваяния и зодчества. 
В 1902 году получил звание классного художника.
Много путешествовал по России и за границей. В 1899—1904 годах преподавал на Пречистенских рабочих курсах в студии, организованной совместно с К. Ф. Юоном. В числе их учеников были, в частности, А. В. Куприн, В. А. Фаворский, В. И. Мухина, братья Веснины, Н. Д. Колли, А. В. Грищенко, М. Г. Ройтер, Н. Б. Терпсихоров, Ю. А. Бахрушин и др.
С 1894 года участвовал в выставках Московского общества любителей художеств, Товарищества передвижных художественных выставок, Вятского художественного кружка, Нового общества художников и других.
Член внепартийного общества художников в Петербурге.
Автор пейзажей, ряда портретов и картин с бытовыми сценами.
Похоронен на Новодевичьем кладбище Москвы.
Работы И. Дунина представлены в Третьяковской галерее, музеях Иркутска, Кирова, Краснодара.

## Источник
- Эдуард Коновалов. Новый полный биографический словарь русских художников